# Darwinisme quàntic
El darwinisme quàntic és una teoria que pretén explicar l'aparició del món clàssic des del món quàntic com a causa d'un procés de selecció natural darwiniana induït per la interacció de l'entorn amb el sistema quàntic; on els molts estats quàntics possibles es seleccionen en favor d'un estat punter estable. Va ser proposat el 2003 per Wojciech Zurek i un grup de col·laboradors, entre els quals Ollivier, Poulin, Paz i Blume-Kohout. El desenvolupament de la teoria es deu a la integració de diversos temes de recerca de Zurek al llarg de 25 anys, incloent-hi els estats de punter, l'einselecció i la decoherència.
Es diu que un estudi del 2010 proporciona proves preliminars de suport al darwinisme quàntic amb cicatrius d'un punt quàntic "que es converteixen en una família d'estats mare-filla" que indiquen que podrien "estabilitzar-se en múltiples estats de punter"; a més, s'ha suggerit un tipus d'escena similar amb cicatrius induïdes per pertorbacions en punts quàntics desordenats (vegeu cicatrius). Tanmateix, l'evidència reclamada també està subjecta a la crítica de circularitat de Ruth Kastner (vegeu Implicacions a continuació). Bàsicament, el fenomen de facto de la descoherència que subjau a les afirmacions del darwinisme quàntic potser no sorgeix realment en una dinàmica només unitària. Així, fins i tot si hi ha decoherència, això no demostra que els estats punters macroscòpics emergeixin naturalment sense cap forma de col·lapse.

## Implicacions
Juntament amb la teoria relacionada de l'envariància de Zurek (invariància deguda a l'entrellaçament quàntic), el darwinisme quàntic busca explicar com el món clàssic emergeix del món quàntic i proposa respondre al problema de la mesura quàntica, el principal repte interpretatiu de la teoria quàntica. El problema de la mesura sorgeix perquè el vector d'estats quàntics, la font de tot el coneixement sobre els sistemes quàntics, evoluciona segons l'equació de Schrödinger cap a una superposició lineal de diferents estats, predient situacions paradoxals com ara el "gat de Schrödinger"; situacions mai experimentades en el nostre món clàssic. La teoria quàntica ha tractat tradicionalment aquest problema com si es resolgués mitjançant una transformació no unitària del vector d'estat en el moment de la mesura en un estat definit. Proporciona un mitjà extremadament precís per predir el valor de l'estat definit que es mesurarà en forma de probabilitat per a cada possible valor de mesura. La naturalesa física de la transició de la superposició quàntica d'estats a l'estat clàssic definit mesurat no s'explica per la teoria tradicional, però se sol assumir com un axioma i va ser la base del debat entre Niels Bohr i Albert Einstein sobre la completesa de la teoria quàntica.
El darwinisme quàntic pretén explicar la transició dels sistemes quàntics des de la vasta potencialitat d'estats superposats fins al conjunt molt reduït d'estats punters com un procés de selecció, einelecció, imposat al sistema quàntic a través de les seves contínues interaccions amb l'entorn. Totes les interaccions quàntiques, incloent-hi els mesuraments, però molt més típicament les interaccions amb l'entorn, com ara amb el mar de fotons en què estan immersos tots els sistemes quàntics, condueixen a la descoherència o la manifestació del sistema quàntic en una base particular dictada per la naturalesa de la interacció en què està implicat el sistema quàntic. En el cas de les interaccions amb el seu entorn, Zurek i els seus col·laboradors han demostrat que una base preferida en la qual un sistema quàntic es desadherirà és la base de punters subjacent als estats clàssics predictibles. És en aquest sentit que els estats punters de la realitat clàssica es seleccionen de la realitat quàntica i existeixen en el regne macroscòpic en un estat capaç de patir una evolució posterior. Tanmateix, el programa "eineselection" depèn d'assumir una divisió particular de l'estat quàntic universal en "sistema" + "entorn", amb els diferents graus de llibertat de l'entorn postulats com a posseïdors de fases mútuament aleatòries. Aquesta aleatorietat de fase no sorgeix per si sola de l'estat quàntic de l'univers, i Ruth Kastner ha assenyalat que això limita el poder explicatiu del programa del darwinisme quàntic. Zurek respon a la crítica de Kastner a Selecció clàssica i darwinisme quàntic.
Com que les interaccions d'un sistema quàntic amb el seu entorn donen lloc al registre de moltes còpies redundants d'informació sobre els seus estats d'indicador, aquesta informació està disponible per a nombrosos observadors capaços d'aconseguir un acord consensuat sobre la seva informació de l'estat quàntic. Aquest aspecte de l'einelecció, anomenat per Zurek "l'entorn com a testimoni", dóna lloc al potencial per al coneixement objectiu.

## Importància darwiniana
Potser d'igual importància que la llum que aquesta teoria aporta a les explicacions quàntiques és la seva identificació d'un procés darwinià que opera com el mecanisme selectiu que estableix la nostra realitat clàssica. Com nombrosos investigadors han deixat clar, qualsevol sistema que utilitzi un procés darwinià evolucionarà. Tal com argumenta la tesi del darwinisme universal, els processos darwinians no es limiten a la biologia, sinó que tots segueixen el simple algoritme darwinià:
1. Reproducció/Herència; la capacitat de fer còpies i, per tant, produir descendents.
2. Selecció; Un procés que selecciona preferentment un tret per sobre d'un altre, fent que un tret sigui més nombrós després de prou generacions.
3. Variació; diferències en els trets hereditaris que afecten la "fitness" o la capacitat de sobreviure i reproduir-se, donant lloc a una supervivència diferencial.

El darwinisme quàntic sembla ajustar-se a aquest algoritme i, per tant, rep el nom encertat:
1. Es fan nombroses còpies dels estats del punter
2. Les interaccions successives entre els estats punters i el seu entorn revelen que aquests evolucionen i que sobreviuen aquells estats que s'ajusten a les prediccions de la física clàssica dins del món macroscòpic. Això succeeix de manera contínua i predictible; és a dir, els descendents hereten molts dels seus trets dels estats ancestrals.
3. L'analogia amb el principi de variació del "darwinisme simple" no existeix, ja que els estats del punter no muten i la selecció per l'entorn es troba entre els estats del punter preferits per l'entorn (per exemple, els estats de localització).

Des d'aquest punt de vista, el darwinisme quàntic proporciona una explicació darwiniana a la base de la nostra realitat, explicant el desenvolupament o l'evolució del nostre món macroscòpic clàssic.